# Abū n-Nasr al-Qūrsāwī
Abū n-Nasr ʿAbd an-Nasīr ibn Ibrāhīm al-Qūrsāwī (arabisch أبو النصر عبد النصير بن إبراهيم القورصاوي, DMG Abū n-Naṣr ʿAbd an-Naṣīr ibn Ibrāhīm al-Qūrṣāwī, tatarisch Габденнасыр Ибраһим улы Курсави, russisch Габденнасыр Курсави, geb. 1776–77 in Qursa, gest. 1812 in Istanbul) war ein kasan-tatarischer muslimischer Theologe, Religionsreformer, Rechtsgelehrter und Pädagoge. Er zeichnete sich durch seine kritische Haltung gegenüber bestimmten muslimischen Gelehrten der Stadt Buchara aus und war auch bekannt für seine kontroversen Positionen zum Freitags- und Festgebet sowie zu den Attributen Gottes.

## Leben

### Familiärer Hintergrund und Ausbildung
Abū n-Nasr al-Qūrsāwī wurde im Jahr 1776–77 im Dorf Qursa (russ. Verkhniaia Korsa) im heutigen Tatarstan geboren. Sein Vater Ibrāhīm ibn Yārmuhammad starb 1790–91. Abū n-Nasr al-Qūrṣāwī hatte drei Brüder: ʿAbd al-Karīm, ʿAbd ar-Raschīd und ʿAbd al-Chāliq (gest. 1843) sowie eine ältere Schwester namens Marhab (gest. 1828).
Er besuchte die Medrese von Muhammadrahīm al-Āschitī al-Matschkarawī (gest. 1816–17) im nahegelegenen Dorf Matschkara (Mäčkärä) und erhielt Unterricht in Logik, Usūl al-fiqh, angewandtem Fiqh, Hadith sowie Kalām und den Disputationsregeln (ādāb al-munāẓara). Al-Āschitī bildete zahlreiche Gelehrte aus, darunter al-Qūrsāwī und drei der vier Söhne der prominenten Gelehrtenfamilie Schirdānī, nämlich: ʿAbd as-Sattār, ʿAbd al-Ghaffār und Ahmad asch-Schirdānī. Al-Qūrsāwī heiratete Fātima bint Saʿīd asch-Schirdānī, die Schwester der Schirdānī-Brüder, vor ihrer gemeinsamen Reise nach Buchara; jedoch wurde diese Ehe später geschieden.

### Erster Buchara-Aufenthalt
Al-Qūrsāwī setzte seine Ausbildung in Buchara fort, wo er vier Jahre lang unter der Anleitung des Scheichs Chalīfa Muhammad Niyāzqulī at-Turkmānī (gest. 1821) lernte. Niyāzqulī war eine bedeutende Persönlichkeit innerhalb des Naqschbandīya-Mudschaddidīya-Sufi-Ordens und zog zahlreiche Schüler aus der Wolga-Ural-Region an. Al-Qūrsāwī ließ sich von Niyāzqulī at-Turkmānī in seinen Orden einführen. In Bezug auf die Frage der Haltung eines Sufis zur Scharia und zum Vorbild des Propheten Muhammad waren al-Qūrsāwī und at-Turkmānī der Auffassung, dass ein Sufi sich strikt an die Scharia und die Sunna des Propheten halten sollte. Beide lehnten Geschenke und Belohnungen der Mangiten-Fürsten ab. Al-Qūrsāwī kritisierte insbesondere die ʿUlamā' für ihre Ausschweifungen und wandte sich von der griechisch beeinflussten Kalām-Wissenschaft ab. Stattdessen betonte er, dass der Glaube ausschließlich auf dem Koran und der Sunna basieren sollte, und widmete sich den Schriften der Exegeten (Mufassirūn), Hadith-Gelehrten und Sufis. Fiqh und Sufismus durften seiner Auffassung nach nicht voneinander getrennt betrieben werden, sondern mussten miteinander kombiniert werden, wie aus dem folgenden Zitat hervorgeht:

„Ein Faqīh, der den Tasauwuf nicht praktiziert, wird die Rechtswissenschaft weder in seinem Herzen verinnerlichen noch sie meistern können; vielmehr wird er aufgrund der Missachtung seines eigenen Wissens unmoralisch handeln. Der unwissende Sufi andererseits folgt unter den Menschen verbreiteten Neuerungen und Launen, die gegen die Religion Gottes verstoßen, und wird zu einem ketzerischen Neuerer, so dass er in Wirklichkeit kein Sufi mehr ist.“

Von al-Qūrsāwīs erstem Aufenthalt in Buchara berichtet dae persische Traktat Risālat Iḥāṭat aḏ-ḏāt, verfasst 1802/03 von ʿAbdarrahīm al-Bulghārī. Es beschreibt einen „Ehrenmann“ (fāḍil) aus der Bolghar-Provinz (vilāyat-ī Bulġār), der um 1800/1801 mit einer Handelskarawane nach Buchara kam und sich dort gegen die vorherrschende Meinung über das Wesen Gottes (ḏāt Allāh) und gegen die Beschäftigung mit Philosophie aussprach. Daraufhin hätten ihn einige Gelehrte der Ketzerei beschuldigt und seine Worte verfälscht. Al-Bulghārī bezeugt, dass die dogmatischen Überzeugungen des Ehrenmannes der Sunna und der Lehre von Abū Hanīfa und Abū Mansūr al-Māturīdī entsprachen. In seiner Not habe sich der Ehrenmann an den Qādī ʿInāyatallāh gewandt, der die Richtigkeit seiner Ansichten in einer Fatwā bestätigte. Viele Gelehrte der Stadt hätten dies durch ihre Siegel unterstützt.

### Als Imām und Lehrer in Qursa
Nachdem al-Qūrsāwī im Sufi-Orden den „Grad der Vollkommenheit“ (martabat al-kamāl) erreicht hatte, kehrte er in seine Heimat zurück und übernahm die Position eines Imam und Chatīb in Qursa. Mit Unterstützung seines Schwagers gründete er eine Medrese, an der er allein unterrichtete. Schihāb ad-Dīn al-Mardschānī berichtet, dass al-Qūrāwī während dieser Zeit das Werk von al-Ghazālī, Iḥyāʾ ʿulūm ad-Dīn lehrte und zu der Überzeugung gelangte, dass die Kalām-Gelehrten vom orthodoxen Glauben abgewichen seien.

### Zweiter Buchara-Aufenthalt
Im Jahr 1808/1809 verließ al-Qūrsāwī erneut seine Heimatstadt Qursa und begab sich nach Buchara. Die genauen Beweggründe für seine Rückkehr sind unklar, aber sowohl Muhammad Murād ar-Ramzī (gest. 1934) als auch Schihāb ad-Dīn al-Mardschānī vermuten, dass seine Reise dem Ziel diente, den Bewohnern Anleitung (iršād) zu geben und guten Rat (naṣīḥa) zu erteilen. In seinem Werk al-Iršād li-l-ʿibād betont al-Qūrsāwī die Notwendigkeit, mit Personen zu diskutieren, die im Glauben vom rechten Weg abgekommen sind. Ein weiterer möglicher Grund für seine Rückkehr könnte die Eröffnung der Medrese von Niyāzqulī at-Turkmānī gewesen sein, die laut Anke von Kügelgen etwa im Dezember 1807 stattfand. Diese Medrese, von der im Wesentlichen nur der Torbau mit vier Minaretten übrigblieb, ist unter dem Namen Chār-Minār bekannt und heute noch eine bekannte Sehenswürdigkeit Bucharas. Nathan Spannaus, ein Spezialist für die moderne islamische intellektuelle Geschichte und religiöses Denken, führt zudem an, dass at-Turkmānī dafür bekannt war, enge Kontakte zu seinen Schülern in Russland zu pflegen, weshalb es plausibel erscheint, dass al-Qūrsāwī nach Buchara zurückkehrte, um entweder bei seinem alten Mentor zu studieren oder an dessen Seite zu lehren.
Al-Qūrsāwī betrieb eine Form des Idschtihād in dogmatischen Fragen, indem er sich direkt auf die heiligen Texte bezog und herkömmliche Positionen der māturīditischen und aschʿaritischen Dogmatik hinterfragte. Auch opponierte er offen gegen das Prinzip des Taqlīd und forderte eine eigene Untersuchung der Quellentexte. Diese Standpunkte brachten al-Qūrsāwī in Konflikt mit den buchariotischen Gelehrten, insbesondere mit den Verfechtern der māturīditischen und aschʿaritischen Kalām-Traditionen. Diese beschuldigten ihn erneut der Zandaqa und forderten beim Mangiten-Emir Haidar ibn Maʿsūm (reg. 1800–1826) seine Bestrafung. Zur Klärung der Vorwürfe wurde eine Zusammenkunft einberufen, wobei Berichte über die genauen Umstände und Ziele dieses Treffens variieren.
Während dieser Befragung beteuerte al-Qūrsāwī seinen orthodoxen sunnitischen Glauben und rezitierte die die māturīditische Bekenntnisschrift ʿAqāʾid von Nadschm ad-Dīn Abū Hafs an-Nasafī (gest. 1142). Er weigerte sich jedoch, Fragen zu Gottes Wesen (ḏāt) und Attributen (ṣifāt) zu beantworten, da diese seiner Meinung nach weder vom Propheten noch von seinen Gefährten und ihren Nachfolgern (tābiʿūn) erörtert wurden und nur Spekulationen darstellten. Er beharrte aber darauf, dass Gott über alle existentiellen Dingen erhaben sei:

„Wir bestätigen die Grundlage der Attribute, welche die gesicherte Tradition (an-naql aṣ-ṣaḥiḥ) ohne Interpretation (taʾwīl) festlegt, und die der klare Verstand ohne Leugnung (taʿṭīl ‚Entleerung‘) der Attribute bekräftigt. Alles weitere, was nur durch Wahn und Phantasie Bestätigung findet, lehnen wir ab.“

Einige später von al-Mardschānī zitierte Dokumente belegen, dass al-Qūrsāwī aufgrund seiner abweichenden Ansichten der Apostasie bezichtigt wurde. Letztlich widerrief er seine Ansichten und zeigte vor den versammelten Gelehrten öffentlich Reue. Nach ar-Ramzī ließen sie ihn daraufhin frei, ordneten jedoch die Verbrennung seiner Bücher an. Zudem sei ein Ausrufer beauftragt worden, den Vorfall öffentlich bekannt zu machen und zu verkünden, dass das Blut desjenigen vergossen werden dürfe, der im Besitz eines seiner Werke sei und dieses nicht umgehend dem Emirat- und Gerichtshof übergebe.

### Reisen nach Chiwa und Astrachan
Infolge dieser Ereignisse verließ al-Qūrsāwī Buchara und begab sich nach Chiwa, wo er laut al-Mardschānī herzlich empfangen wurde. Danach reiste er nach Astrachan und setzte seine Reise entlang der Wolga-Region nach Qursa fort. In Buchara verfassten die Gelehrten ʿAṭā'allāh al-Buchārī, Qādī Mīrzā Schams ad-Dīn al-Balchī und Muftī Mirza ʿAbdallāh Aʿlam ein Schreiben an die bulgarischen Gelehrten, in dem sie die theologischen Irrtümer al-Qūrsāwīs und die Gründe für seine Verurteilung darlegten. Yahyā b. Īshmuhammad berichtet, dass dieser Brief direkt an die Gelehrten in Kasan geschickt wurde.

### Wieder in Qursa
Nach seiner Rückkehr in die Wolga-Region im Jahr 1808/09 übernahm al-Qūrsāwī erneut die Leitung seiner Medrese in Qursa. Er verfasste einen umfassenden Kommentar zu den ʿAqaʾid von an-Nasafī und weitere theologische Werke zu Fragen des Tauhīd und der göttlichen Attribute. Trotz seines Engagements wurde al-Qūrsāwī weiterhin von Gelehrten aus Buchara unter Druck gesetzt. Ein Schreiben von Qādī Tūrsūn Bāqī ibn ʿAbd ar-Rahīm al-Buchārī im Juni 1810 beschuldigte ihn erneut der Apostasie, und erstmals wurde ihm vorgeworfen, ein Muʿtazilit zu sein. Diese Anschuldigung basierte auf seiner Betonung der Transzendenz Gottes. Solche Vorwürfe führten dazu, dass al-Qūrsāwī auch in der Wolga-Ural-Region angegriffen wurde. Ein turk-sprachiger Brief von Fattallāh al-Ūriwī an den Ufaer Mufti Muḥammadgān ibn al-Husain kritisierte seine theologischen Standpunkte und seinen Anspruch auf Idschtihād scharf. Er beschuldigte al-Qūrsāwī zudem, die Abhaltung der Freitags- und Festgebete in den Dörfern untersagt zu haben. In seinem zwischen 1808 und 1812 verfassten Rechtswerk al-Iršād li-l-ʿibād („Rechtleitung für die Gottesdiener“), betonte al-Qūrṣāwī jedoch ausdrücklich die Verpflichtung zur Durchführung dieser Gebete gemäß Koran und Sunna.

### Aufbruch zur Wallfahrt und Tod in Istanbul
Im Jahr 1812 übergab al-Qūrsāwī seine Medrese in Qursa an seinen Schüler Nuʿmān ibn Amīr at-Tamnī und machte sich mit einer kleinen Gruppe, zu der möglicherweise auch seine Brüder ʿAbd al-Chāliq und ʿAbd al-Karīm gehörten, auf den Weg zur Wallfahrt nach Mekka. Im Ramadan desselben Jahres soll Abū n-Nasr al-Qūrsāwī im Alter von etwa 37 Jahren in Istanbul an der Pest gestorben sein. Sein Grab befindet sich Berichten zufolge in Üsküdar in der Nähe einer Moschee.

## Werke
Die Werke von al-Qūrsāwī liegen überwiegend nur als Handschriften vor. Größtenteils sind diese Handschriften in den Sammlungen des Instituts für Orientalische Handschriften in St. Petersburg und der Staatlichen Universität Kasan zu finden. Es ist unklar, wie viele Werke er insgesamt verfasste, jedoch lassen sie sich in zwei Kategorien unterteilen:

### Theologische Werke
- al-Lawāʾiḥ fī ʿaqāʾid ahl as-sunna al-ḥaqqa wa-ṭarīqat as-salaf aṣ-ṣāliḥ („Die Bestimmungen über die Glaubensbekenntnisse der Leute der wahren Sunna und der Methode der rechtschaffenen Altvorderen“).[31] In diesem Werk legt al-Qūrsāwī die philosophischen Grundlagen seiner theologischen Position dar, insbesondere in Bezug auf göttliche Attribute wie Ewigkeit, Existenz und Transzendenz.[32]
- Šarḥ al-ʿAqāʾid an-Nasafīya al-qadīm („Der alte Kommentar auf das Glaubensbekenntnis von an-Nasafī“).[31] In diesem Kommentar interpretiert er das Glaubensbekenntnis von Nadschm ad-Dīn an-Nasafī (1068–1142) und hinterfragt die orthodoxe Auslegung von Saʿd ad-Dīn ad-Taftāzānī (1322–1390).[32]
- Šarḥ al-ʿAqāʾid al-ǧadīd („Der neue Kommentar auf das Glaubensbekenntnis von an-Nasafī“).[31] Darin widmet sich al-Qūrsāwī einer detaillierten Untersuchung der hanafitisch-maturiditischen Tradition, wobei er besondere Schwerpunkte auf die Erkenntnistheorie sowie die Attribute Gottes legt.[33]
- Ḥāšiya ʿalā Šarḥ al-ʿAqāʾid al-ǧadīd ist möglicherweise eine Sammlung von Randbemerkungen zu einem Exemplar von aš-Šarḥ al-ǧadīd.[33]
- Risāla fī iṯbāt aṣ-ṣifāt. Darin kritisierte al-Qūrsāwī die vorherrschende Auffassung zu den göttlichen Attributen, verzichtet jedoch auf eine tiefgehende erkenntnistheoretische Analyse.[34]
- ar-Risāla al-fāʾiqa. Darin behandelt er die theologischen Implikationen der göttlichen Transzendenz.[35]
- Mabāḥith al-ism wa-ṣ-ṣifa. Es ist das Werk, das am ausführlichsten die Unterschiede zwischen Qūrsāwīs Sicht der göttlichen Attribute und derjenigen von Ahmad Sirhindī (gest. 1624) erörtert.[35]
- Kitāb an-Naṣāʾiḥ („Das Buch der Ratschläge“)[31] behandelt die textlichen Grundlagen von al-Qūrsāwīs theologischer Position und deren Beziehung zu den Ansichten früherer Gelehrter, insbesondere zu Ahmad Sirhindī. Das Werk ist deutlich auf die ʿUlamā' ausgerichtet und richtet sich an einen namentlich nicht genannten Gelehrten.[36]
- al-Makātib aš-šarīfa al-bāhira wa-l-marāsil al-laṭīfa aẓ-ẓāhira. Zusammefassung von al-Qūrsāwīs Argumenten zu den göttlichen Attributen. Das Werk könnte von einem seiner Schüler oder einem späteren Anhänger zusammengestellt worden sein.[37]

### Rechtliche und exegetische Werke

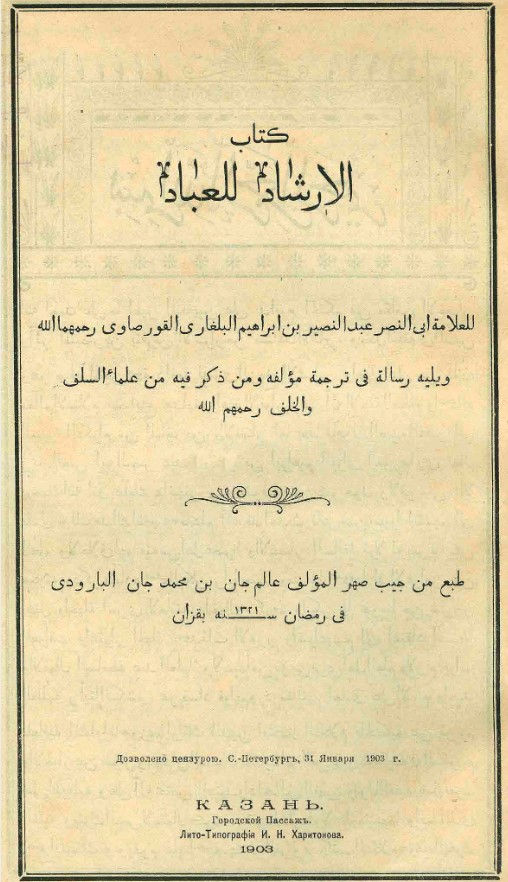
Das Werk al-Iršād li-l-ʿibād („Die Rechtleitung für die Gottesdiener“)

- Šarḥ Muḫtaṣar al-Manār (Der Kommentar zum Kompendium des 'Manār')[31] ist ein Kommentar zu Abū al-Barakāt ʿAbdallāh an-Nasafīs al-Manār fī uṣūl al-fiqh. Dieses Werk ist zentral für die hanafitische Rechtswissenschaft und behandelt die Hadith-Interpretation sowie die Extraktion gesetzlicher Regeln aus den Hadithen.[38]
- al-Iršād ilā ma lā-budd minhu li-l-ʿibād[39] („Die Rechtleitung zu dem, was die Gottesdiener brauchen“)[31] oder al-Iršād li-l-ʿibād, gedruckt 1903 in Kasan,[40] ist ein arabisches Werk, das sich an ein breites Publikum richtet und die hanafitischen Methoden zur Hadith-Interpretation sowie die Methoden des Idschtihād zusammenfasst.[41]
- Haftiyak tafsīrī, eine tatarisch-türkische kommentierte Teilübersetzung des Korans, die darauf abzielt, den Koran für diejenigen verständlich zu machen, die kein Arabisch können.[41] Das Werk wurde von al-Qūrsāwīs Schüler Nuʿmān ibn Amīr at-Tamanī fortgesetzt und erstmals im Jahr 1861 in Kasan veröffentlicht.[42]

## Lehren zu den Attributen Gottes
Al-Qūrsāwī kritisierte at-Taftāzānī bezüglich der Aspekte der Vielheit (taʿaddud) und Unähnlichkeit (taġāyur) der göttlichen Attribute sowie ihres Überschreitens des göttlichen Wesens (ziyāda ʿalā aḏ-ḏhāt), da sie seiner Meinung nach eine zu starke Unterscheidung zwischen dem Wesen und den Attributen implizieren. At-Taftāzānī hatte diese Unterscheidungen akzeptiert und in seinem Kommentar zu an-Nasafī die Pluralität (kaṯra) und Vielheit (taʿaddud) der Attribute bekräftigt und angenommen, dass sie unähnlich (mutaġāyira) seien. Außerdem hatte er behauptet, dass die Attribute dem göttlichen Wesen (ḏāt) hinzugefügt (zāʾida ʿalā) werden. Für al-Qūrsāwī jedoch führt die Akzeptanz dieser drei Aspekte – Vielheit, Ungleichheit und Hinzufügung, – zu einer übermäßigen Unterscheidung der Attribute vom göttlichen Wesen, was zu einer Andersartigkeit (ġayrīya) der Attribute führt. Dies steht ihm zufolge im Widerspruch zum aschʿaritischen Konzept lā huwa wa-lā ġayruh und resultiert in der Vorstellung mehrerer ewiger Wesen neben Gott, was einen schwerwiegenden Verstoß gegen den Tauhīd darstelle.

### Vielheit
Al-Qūrsāwī argumentierte, dass die göttlichen Attribute weder als wenige noch als viele beschrieben werden können, da jede Quantifizierung (kamm) Gottes Transzendenz und Singularität verletzen würde. Insbesondere lehnt er die Vorstellung einer zahlenmäßigen Einheit (waḥda ʿadadīya) ab, da diese Begrenztheit und Armut impliziert. Daher sind Gottes Attribute laut al-Qūrsāwī jenseits der Zahl und nicht getrennt von Gottes Wesen (ḏāt), was bedeutet, dass sie keine eigene Existenz haben, die von Gott getrennt wäre. Letztlich geht es al-Qūrsāwī darum, Gottes Einfachheit und Transzendenz zu wahren, indem jegliche Form von Quantität (kamm) und Vielheit in Bezug auf göttliche Attribute strikt abgelehnt wird.

### Andersartigkeit
Die Diskussion über die Andersartigkeit (muġāyara) der göttlichen Attribute bildete einen Schwerpunkt der theologischen Auseinandersetzung al-Qūrsāwīs mit der traditionellen islamischen Theologie, wie sie etwa von at-Taftāzānī vertreten wird. Al-Qūrsāwī lehnte die Idee einer Andersartigkeit der göttlichen Attribute entschieden ab, da er diese als Bedrohung für die Einheit und Singularität Gottes ansah. Er argumentierte, dass die Attribute weder gezählt noch voneinander unterschieden werden könnten, weil eine solche Differenzierung die göttliche Essenz fragmentieren würde. In al-Qūrsāwī Verständnis stehen die Attribute in einer Beziehung, die durch das Konzept lā huwa wa-lā ġayruh beschrieben wird, was bedeutet, dass sie weder identisch noch unterschiedlich sind. Diese Auffassung dient dazu, die absolute Einheit Gottes zu wahren und jede Vorstellung von Vielfalt innerhalb der göttlichen Essenz zu vermeiden.
At-Taftāzānī hingegen vertrat die Position, dass die Differenzierung der Attribute zulässig ist, sofern diese Differenzierung nicht als tatsächliche Trennbarkeit, sondern als konzeptionelle Unterscheidbarkeit verstanden wird. Er argumentierte, dass die Attribute zwar voneinander unterschieden werden könnten, jedoch in einem Verhältnis zueinander stünden, das sie untrennbar miteinander und mit der göttlichen Essenz verbinde. In diesem Zusammenhang führte er eine nuancierte Interpretation des Begriffs Differenz (ġair) ein, die es ermöglicht, die Attribute zu differenzieren, ohne die Einheit Gottes zu gefährden. Diese Position stellt eine Mittelstellung zwischen vollständiger Identität und völliger Verschiedenheit dar, die ebenfalls durch das Konzept lā huwa wa-lā ġayruh erfasst wird.
Al-Qūrsāwī jedoch kritisierte diese Position scharf, da er sie als potenziell gefährlich für das Prinzip der göttlichen Einfachheit betrachtete. Seiner Ansicht nach impliziert jede Form der Differenzierung, selbst im konzeptionellen Sinne, eine mögliche Fragmentierung der göttlichen Essenz, was die Unteilbarkeit und Einzigartigkeit Gottes untergraben würde. Daher lehnte er auch die Unterscheidung zwischen Wesensattributen (ṣifāt ḏātiyya) und Handlungsattributen (ṣifāt fiʿliyya) ab, da eine solche Differenzierung in seinen Augen eine Veränderlichkeit im göttlichen Wesen suggerieren würde, was mit der Transzendenz und Unwandelbarkeit Gottes unvereinbar sei.

### Das Überschreiten des göttlichen Wesens
Auch die Vorstellung, dass die göttlichen Attribute das Wesen Gottes überschreiten, wurde von al-Qūrsāwī abgelehnt, da sie aus seiner Perspektive mit der Einheit und Einfachheit der göttlichen Essenz unvereinbar ist. In der islamischen Theologie stand die Frage der Überschreitung des Wesens (ziyāda ʿalā ḏ-ḏāt) im Zentrum der Diskussion darüber, wie die Attribute Gottes im Verhältnis zu seinem Wesen zu verstehen sind. Während die spätere aschʿaritische Orthodoxie, vertreten durch Gelehrte wie at-Taftāzānī, die Position vertrat, dass die Attribute über das Wesen Gottes hinausgehen, lehnte al-Qūrsāwī diese Ansicht strikt ab. Er kritisierte die Vorstellung des Überschreitens auch deshalb, weil sie nach seiner Auffassung eine Verähnlichung (tašbīh) Gottes mit seiner Schöpfung darstellt. In seiner Argumentation ging al-Qūrsāwī sogar so weit, dass er den Glauben an des Überschreitung des Wesens durch die Attribute als eine Form der Neuerung (bidʿa) und des Unglaubens (kufr) bezeichnete.

## Positionen zu rechtlichen Fragen

### Idschtihād und Taqlīd
Viele der etablierten kasan-tatarischen Gelehrten vertraten im späten 18. und frühen 19. Jahrhundert die These vom „geschlossenen Tor des Idschtihād“. Demgegenüber nahm al-Qūrsāwī für sich den Idschtihād in Anspruch und erklärte in seinem Rechtswerk al-Iršād lil-ʿibād den Idschtihād in Fragen des Fiqh sogar zur allgemeinen Pflicht. Allerdings ist diese Pflicht je nach den Fähigkeiten des einzelnen abgestuft:

“Wisse, dass es die Pflicht für jeden Einzelnen ist, sich bei der Suche nach dem Richtigen entsprechend seiner Fähigkeit zu bemühen. Wer zum absoluten Idschtihād imstande ist, dem obliegt der absolute Idschtihād. Wer zum Idschtihād innerhalb des Madhhab imstande ist, dem obliegt der Idschtihād innerhalb des Madhhdab. Und wer nicht zu einem scharia-gemäßen Idschtihād imstande ist und zum Taqlīd gezwungen ist, muss Erkundigungen über die ʿUlamā' einziehen, wer von ihnen das tiefste Rechtsverständnis und die größte Frömmigkeit besitzt, damit er sich auf seine Fatwa verlassen und seine Lehrmeinung stützen kann. […] Derjenige, der durch Argumentation zum Tardschīh imstande ist, soll ihn damit ausführen. Wer nicht dazu imstande ist, soll die Lehrmeinung desjenigen vorziehen, der der rechtschaffeneste und frömmste ist und das tiefste Rechtsverständnis hat. Der Taklīf bemisst sich nämlich nach der Fähigkeit (wusʿ).”

Al-Qūrsāwī wandte sich auch gegen die Behauptung, dass die Position des Mudschtahid seit langer Zeit erloschen sei, der Muqallid allein mit Lehrmeinung eines Mudschtahid argumentieren könnte und in der Gegenwart die Kalām- und Fiqh-Bücher  die Bedeutungen des Korans überflüssig machten. Auch kritisiert er diejenigen, die meinten, dass ein Muqallid der Meinung eines Mudschtahid folgen müsse, selbst wenn diese den Beweisen der Heiligen Schrift widerspricht. Hierzu fragte er: „Was hindert einen Muqallid, nach dem Text des Buches und der Sunna zu handeln, so dass sich der Beweis bei ihm auf die Lehrmeinung eines Mudschtahid beschränkt? Wie ist dies möglich, wo die Koranverse und Hadithe, die alle dazu verpflichten, am Buch und der Sunna festzuhalten, unzählig sind?“ Außerdem meinte al-Qūrsāwī, dass jemand, der nicht selbst Mudschtahid sei, sondern nur die Lehrmeinungen der Mudschtahidūn kenne, kein Mufti sein könne.
Das Handeln aufgrund von Taqlīd gegenüber einem Mudschtahid hielt al-Qūrsāwī bei den praktischen Rechtsanwendungen jedoch für grundsätzlich zulässig. Der Taqlīd sei nur dann verboten, wenn er gegen den Koran oder andere von Gott offenbarte Beweise verstoße.

### Das Nachtgebet
Die geographische Lage der muslimischen Siedlungsgebiete in der Wolga-Ural-Region führt dazu, dass während der kurzen Sommernächte keine vollständige Dunkelheit eintritt. Dies wirft Fragen hinsichtlich der Durchführung des Nachtgebets (ʿišāʾ) auf. Einige Überlieferungen des Propheten Mohammed besagen, dass dieses Gebet mit dem Ende der Abenddämmerung (aš-šafaq al-aḥmar) stattfinden soll, was spätere Gelehrte zu der Schlussfolgerung führte, dass völlige Dunkelheit eine Voraussetzung für das Abendgebet sei. Dies führte zu einer Debatte darüber, ob das Gebet in diesen Regionen entfällt, da die Dämmerung nie vollständig verschwindet.
Die früheste bekannte Fatwa zur Problematik des Abendgebets in der Wolga-Region stammt aus dem 18. Jahrhundert und wurde von Mullā Aʿzam ibn ʿAbd ar-Rahmān at-Tanakī (genant Amka Mullā) erlassen. Anfangs unterstützte er den Wegfall des Nachtgebets in hellen Nächten, revidierte jedoch später seine Ansicht. Im späten 18. Jahrhundert verfasste Ischniyāz al-Chwārizmī eine weitere Fatwa, die den Wegfall des Gebets in diesen Nächten unterstützte und sich unter den Muslimen der Region durchsetzte. Zu Beginn des 19. Jahrhunderts widmete sich ʿAbd ar-Rahīm al-Bulghārī in seiner Schrift ar-Risāla aš-Šafaqiya der Frage des Abendgebets und unterstützte die Auffassung von Abū Hanīfa, dass die Gebetszeit erst nach dem Verschwinden des weißen Schimmers (ġiyāb š-šafaq al-abyaḍ) beginnt. Er betonte, dass Gebete unter unsicheren Voraussetzungen ungültig seien. Er argumentierte, dass Vorsicht (iḥtiyāṭ) in der Gebetsfrage erforderlich sei.
Gegen diese Front von Gelehrten wandte sich al-Qūrsāwī, der zu Beginn des 19. Jahrhunderts als erster wolgatatarischer Gelehrter wieder die Notwendigkeit des Nachtgebets als fünftem der obligatorischen täglichen Gebete betonte. Dieses Gebet musste ihm zufolge zwischen Sonnenuntergang und Morgengebet verrichtet werden, unabhängig davon, ob Dunkelheit (ʿatma) eintritt oder nicht. Diese Zeitspanne gewährleistet somit die zeitliche Trennung (faṣl) der Gebete und verhindert deren zeitliches Zusammenfallen. Sollte jedoch die Morgendämmerung unmittelbar nach dem Sonnenuntergang einsetzen, sodass zwischen dem Abend- und dem Morgengebet nicht genügend Zeit für das Abendgebet bleibt, entfällt nicht nur die Zeitangabe (mīqāt) als Indikator für die Durchführung des Gebets, sondern auch die generelle Trennung der Gebete (iʿtibār al-faṣl). Um der Pflicht der fünf täglichen Gebete nachzukommen, sah al-Qūrsāwī es als naheliegend an, die betroffenen Gebete unmittelbar hintereinander zu verrichten.
In diesem Zusammenhang zitiert al-Qūrsāwī einen Hadīth, gemäß dem der Prophet während seiner Kriegs- und Beutezüge (Ġazawāt) einige Gebete zusammenlegte, etwa das Mittags- und das Nachmittagsgebet sowie das Abend- und das Nachtgebet. Laut asch-Schāfiʿī und Mālik ist dies auch dem gewöhnlichen Muslim erlaubt, wenn er sich auf Reisen befindet. Al-Qūrsāwī empfahl diese Lösung nicht ausdrücklich, doch machte er deutlich, dass er darin die angemessenste Antwort auf das Problem sah. Wann und wie der Muslim das Nachtgebet verrichtet, sollte ihm selbst überlassen bleiben, fest stand für ihn nur, dass er es täglich beten muss.
In den folgenden Jahrzehnten scheint sich al-Qūrsāwīs Position hinsichtlich des Nachtgebets schrittweise in der Region durchgesetzt zu haben. Die Argumente der späteren Befürworter der Abhaltung des Nachtgebets ähneln im Allgemeinen den seinen, soweit sie überliefert sind.

### Die Frage der Freitags- und Festgebete
Die Wolga-Ural-Region, welche trotz der christlichen (russischen) Herrschaft traditionell als Teil des Dār al-Islām betrachtet wurde, zeigte signifikante religiöse und rechtliche Auseinandersetzungen bezüglich der Organisation und Gültigkeit islamischer Rituale unter den Bedingungen eines nicht-muslimischen Staates. Die Kontroverse spitzte sich in der Frage zu, ob die Durchführung des Freitagsgebets und der Festgebete unter den gegebenen Bedingungen noch als gültig angesehen werden kann. Hierbei positioniert sich al-Qūrsāwī mit einer bemerkenswerten Interpretation: Trotz der Abwesenheit eines muslimischen Herrschers oder Qādīs und der damit nicht erfüllten klassischen Voraussetzungen für solche Gebete, wie sie das hanafitische Recht vorsieht, verteidigte al-Qūrsāwī die Durchführung dieser Gebete in der Region. Er argumentierte dabei damit, dass die Muslime der Wolga-Ural-Region sehr wohl im Dār al-Islām lebten und daher die islamischen Vorschriften nicht nur kennen, sondern auch praktizieren könnten, entgegen der Meinung einiger Gelehrter, die die Region als Dār al-Harb einstuften. Er stützt sich dabei auf den Koran und die Sunna, um zu bekräftigen, dass das Freitagsgebet eine verbindliche islamische Pflicht bleibt, selbst unter schwierigen Bedingungen. Er betonte, dass die Durchführung dieser Gebete in den Dörfern notwendig sei, da keine Orte verfügbar seien, die die religionsgesetzlichen Voraussetzungen eines Misr mit Emir und Qādī erfüllen. Damit schlug er einen flexibleren Ansatz im Umgang mit den hanafitischen Rechtsauffassungen vor und priorisierte die heiligen Texte und die grundlegenden religiösen Pflichten über die später entwickelten juristischen Feinheiten.

## Nachwirkung

### Schüler
Al-Qūrsāwī hinterließ zahlreiche Schüler, aber keine eigene Lehrschule. Nach seinem Tod 1812 zerstreuten sich seine Anhänger. Die Moschee und die Medrese in Qursa wurden von Scheich Daulatschāh ibn ʿĀdilschāh übernommen, der al-Qūrsāwī schon einmal verteidigt hatte, jedoch nicht seinen Kurs fortsetzte. Nuʿmān ibn Amīr at-Tamanī, einer der engsten Gefolgsleute, setzte al-Qūrsāwīs Tafsīr in dem Dorf Thaman im Gouvernement Ufa fort. Ein weiterer Schüler, Muhammad al-Amīn bin Saifallāh, verteidigte al-Qūrsāwīs Standpunkte und wurde später Imam und Mudarris in Nalasa nördlich von Kasan. Unter Pseudonymen verfasste er Traktate und wanderte 1826/27 nach Ägypten aus.

### Einfluss auf den Dschadidismus
Nach al-Qūrsāwīs Tod wurden seine Werke weiter abgeschrieben und verbreitet, und Elemente seiner Lehre, besonders zur Frage des Nachtgebets, setzten sich weitgehend durch. Bis 1850 gibt es aber keine Schriften, die seine religionswissenschaftlichen Argumente erneut aufgreifen. Das änderte sich mit Schihāb ad-Dīn al-Mardschānī (gest. 1889), der im Jahre 1849 sein Werk: Tanbīh abnaʾ al-ʿaṣr ʿalā tanzīh anbaʾ Abi n-Naṣr („Ermahnung an die Zeitgenossen, die Nachrichten über Abū n-Naṣr [al-Qūrṣāwī] Rein zu Halten“) verfasste. Es wurde von Michael Kemper ediert und übersetzt. Danach prägten seine Ideen und die Kontroversen, die sie auslösten, die Diskussionen unter den Muslimen des Russischen Reiches bis ins frühe 20. Jahrhundert.
Mit seinen Ideen war al-Qūrsāwī vor allem Inspirationsquelle für die Dschadidisten. Viele von ihnen verwiesen auf die Ereignisse in seinem Leben, insbesondere auf seine Konfrontation mit den bucharischen ʿUlamā' als Präzedenzfall für ihren eigenen Kampf gegen konservativere Teile der muslimischen Gesellschaft. Al-Qūrsāwīs Befürwortung des Idschtihād als Mittel zur individuellen Interpretation der Religion war außerdem der Anstoß für den Reformismus der Dschadidisten. Während aber al-Qūrsāwīs reformistische Ansichten in der vormodernen islamischen Gelehrtentradition verwurzelt waren, interpretierten die Dschadidisten seine Ideen in einem modernen Kontext und verknüpften sie mit dem muslimischen Modernismus. Dies führte zu einer Neuausrichtung und manchmal auch zu einer Fehlinterpretation seiner ursprünglichen Positionen.

### Arabische Quellen
- Šihāb ad-Dīn al-Marǧānī (gest. 1889): Tanbīh abnaʾ al-ʿaṣr ʿalā tanzīh anbaʾ Abi n-Naṣr. Kazan 1880. Digitalisat
- Šihāb ad-Dīn al-Marǧānī: Mustafād al-aḫbār fi aḥwāl Kazan wa Bulġār. Zweiter Teil. Fotolithografie an der Kaiserlichen Universität. Kasan, 1900. S. 168–175, 337. Digitalisat
- Muḥammad Murād ar-Ramzī (gest. 1934): Talfīq al-akhbār wa-talqīḥ al-āṯār fī waqāʾiʿ Qāzān wa-Bulġār wa-mulūk t-Tatār. 1908. Hrsg.: Ibrāhīm Shams ad-Dīn, 1. Aufl., Bd. 2, Dār al-Kutub al-ʻIlmīyah, Bayrūt, 2002. S. 343–45. Digitalisat

### Sekundärliteratur
- Anke von Kügelgen: „Die Entfaltung der Naqšbandīya muǧaddidīya im mittleren Transoxanien vom 18. bis zum Beginn des 19. Jahrhunderts: Ein Stück Detektivarbeit.“ In:  Muslim Culture in Russia and Central Asia from the 18th to the Early 20th Centuries: Inter-Regional and Inter-Ethnic Relations. edited by Anke von Kügelgen and Michael Kemper, Berlin, Boston: Klaus Schwarz Verlag, 2021, pp. 101–152. Digitalisat
- İsmail Türkoǧlu und İbrahim Maraş: “Kursavî”. In: TDV İslâm Ansiklopedisi. TDV İslâm Araştırmaları Merkezi, Ankara 2002. Bd. XXVI, S. 447. Online-Version mit Link zum Digitalisat
- Michael Kemper: Sufis und Gelehrte in Tatarien und Baschkirien, 1789–1889: Der islamische Diskurs unter russischer Herrschaft. Berlin: K. Schwarz 1998. S. 225–314. Digitalisat
- Michael Kemper: “Šihābaddīn al-Marǧānī über Abū n-Naṣr al-Qūrṣāwīs Konflikt mit den Gelehrten Bucharas”. In: Anke von Kügelgen, Aširbek Muminov, Michael Kemper (Hrsg.): Muslim Culture in Russia and Central Asia. Vol. III: Arabic, Persian and Turkic Manuscripts (15th-19th Centuries). Klaus Schwarz Verlag, Berlin 2000. S. 353–384. Digitalisat
- Nathan Spannaus: Islamic Thought and Revivalism in the Russian Empire: An Intellectual Biography of Abū Naṣr Qūrṣāwī (1776–1812). Montreal, Institute of Islamic Studies, McGill University, 2012. Digitalisat
- Nathan Spannaus: Preserving Islamic Tradition: Abū Naṣr Qūrṣāwī and the Beginnings of Modern Reformism. Oxford University Press, New York 2019.